# Реутинцы
Реутинцы (укр. Реутинці) — село, Реутинский сельский совет, Кролевецкий район, Сумская область, Украина.
Код КОАТУУ — 5922687201. Население по переписи 2001 года составляло 996 человек .
Является административным центром Реутинского сельского совета, в который, кроме того, входят сёла Боцманов, Грибанево, Нежинское и Артюхово.

## Географическое положение
Село Реутинцы находится на левом берегу реки Реть, выше по течению на расстоянии в 3 км расположен город Кролевец, ниже по течению на расстоянии в 4 км расположено село Обтово. По селу протекает пересыхающий ручей с запрудой. Через село проходит автомобильная дорога Т-2503.

## История
Первые письменные упоминания о селе относятся приблизительно к 1625 году. В одной из тогдашних грамот сказано, что Реутинцы принадлежали богатому поляку Висселю. В 1689 г. село было передано во владение украинскому сотнику Петру Михайловичу Забеле. Впоследствии село попало к одному из его потомков — Владимиру Забиле, деспотического, эгоистичного человека, который не знал границ своей жестокости.
Он в селе построил церковь, которая получила название Владимирская.
Впоследствии петербургский вельможа Татищев унаследовал Реутинцы. Он его так и не видел, но был очень не доволен своим украинским поместьем, где наживался управитель, а он получал лишь незначительные крошки. Вот почему он предложил сельской общины купить его земли за 40 тыс. руб.
У крестьян не было возможности купить земли, и поместье досталось кролевецкому торговцу и ткачу Рынди. Рындя переселил крестьян на правый берег реки Ревки, чтобы получить собственный покой и безопасность. Но раз за разом возникали крестьянские бунты.
В 1861 г. десяти семьям удалось выкупиться из крепостной неволи. Они и основали Новую улицу, которая существует и ныне. Эта улица разместилась на крутом горбе левого берега реки Реть на песчаных почвах. Впоследствии на месте прежнего поселения остались только здания помещика. На то время в селе существовали уже 2 церкви (Покровска и Владимирская). Грамотных людей в селе почти не было, и только в 1886 г. открылась при церкви школа на один класс.
Сразу после победы Февральской революции, весть о которой принесли односельчане из Конотопа и Кролевца, крестьяне думали, что пришло освобождение от царского и помещецкого гнета. Но изменений в жизни так и не случилось, земля и власть оставалась в руках богатых. Впервые крестьяне пришли к власти в декабре 1917 г. Советская власть установилась в селе в январе в 1918 г.
Во время насильственной коллективизации в 1931 г. в селе основаны два колхоза: «Спартак» и «Красный Лан».  1932 г. в селе начался терор голодом. Впоследствии, в 1932 г. в селе основан третий колхоз — «Звезда». В 1935 г. в селе открыто семилетнюю школу. Рост сельскохозяйственного производства привел к возникновению потребности в квалифицированных кадрах. Именно поэтому 20 октября в 1936 г. на базе свинсовохоза (прежние здания помещика Рынди) была открыта школа бригадиров-комбайнеров, которое тогда называлось училище механизации сельского хозяйства.
Великая Отечественная война принесла жителям села большие человеческие и материальные потери. По неточным данным на фронтах войны, на каторжных работах и от рук фашистов погибло больше 400 жителей села. 30 октября отряд партизан под предводительством Колпака отправился в Карпатский рейд, столкнулся в селе с вооруженными полицаями, которые ехали подводами из Кролевца на Короп. Состоялся бой, в котором последние были разгромлены. 3 сентября в 1943 г. село освобождено от фашистских захватчиков.

## Наше время
На территории сельского совета функционируют: фельдшерско-акушерский пункт, детский сад «Березка», общеобразовательная школа I—II ст., Реутинский профессиональный аграрный лицей, сельский Дом культуры, отделения почтовой связи, магазины.